# Xestia forsteri
Xestia forsteri är en fjärilsart som beskrevs av Charles Boursin 1964. Xestia forsteri ingår i släktet Xestia och familjen nattflyn. Inga underarter finns listade i Catalogue of Life.